# 阿尔德亚罗德里戈
阿尔德亚罗德里戈，是西班牙卡斯蒂利亚-莱昂萨拉曼卡省的一个市镇。 总面积8平方公里，总人口191人（2001年），人口密度24人/平方公里。